# Jacek Jezierski (kasztelan)
Jacek (Hiacynt) Jezierski herbu Nowina (ur. 1722 w ziemi łukowskiej, zm. 23 listopada 1805 w Otwocku Wielkim) – pisarz polityczny i ekonomiczny, publicysta i działacz gospodarczy.

## Życiorys
Urodzony w ziemi łukowskiej, jako syn Ludwika, komornika ziemskiego łukowskiego, i Wiktorii ze Stoińskich. Za panowania Augusta III, przez 22 lata służył w wojsku kończąc ją w stopniu kapitana regimentu artylerii konnej oraz tytularnego generała majora Buławy Wielkiej Koronnej. Około 1758 wykupił od rodzeństwa dobra rodzinne w ziemi łukowskiej. W 1782 nabył za pół miliona złotych dobra malenieckie znajdujące się koło Końskich w Zagłębiu Staropolskim. Uprzemysłowił majątek spiętrzając w 1794 wody przepływającej przez Maleniec rzeki Czarnej i napędzając za jej pomocą koła wodne zyskując energię dla zbudowanych ze swoich środków młyna, tartaku oraz fryszerni. Część jego warsztatów zachowała się do dziś i stanowi część Muzeum Techniki w Maleńcu.
Już jako skarbnik łukowski był członkiem konfederacji Czartoryskich w 1764 i posłem na sejm konwokacyjny (1764) z województwa lubelskiego, na którym popierał program Czartoryskich. W 1766 był posłem na Sejm Czaplica z województwa lubelskiego. Posłował na prawie wszystkie następne sejmy w latach 60. i 70. XVIII wieku. Uczestnik konfederacji radomskiej w 1767 (podpisał manifest konfederacji w imieniu ziemi łukowskiej) i konsyliarz do Konfederacji Generalnej. W załączniku do depeszy z 2 października 1767 do prezydenta Kolegium Spraw Zagranicznych Imperium Rosyjskiego Nikity Panina, poseł rosyjski Nikołaj Repnin określił go jako posła właściwego dla realizacji rosyjskich planów na sejmie 1767. Poseł województwa lubelskiego na Sejm repninowski. Członek konfederacji Adama Ponińskiego w 1773. Jako poseł nurski na Sejmie Rozbiorowym 1773–1775 wszedł w skład delegacji wyłonionej pod naciskiem dyplomatów trzech państw rozbiorczych, mającej przeprowadzić rozbiór. Gdy 21 kwietnia 1773 mocarstwa zaborcze wydały notę żądającą opróżnienia sali poselskiej, a po ogłoszeniu solwowania sesji posłowie Tadeusz Reytan, Samuel Korsak i Stanisław Bohuszewicz nadal jej nie opuszczali, a Reytan usiłując zatrzymać na sali posłów stanął w drzwiach rozkrzyżowawszy ręce, a potem zaklinając ich na miłość Boga i ojczyzny padł na ziemię wołając, by deptali jego ciało, poseł Jezierski zawołał: "ja pierwszy" i przestąpił nad leżącym w wówczas podobnie postąpili  także pozostali posłowie. 18 września 1773  Jezierski podpisał traktaty cesji przez Rzeczpospolitą Obojga Narodów ziem zagarniętych przez Rosję, Prusy i Austrię w I rozbiorze Polski. 
Od 1775 kasztelan łukowski. Członek konfederacji Andrzeja Mokronowskiego w 1776 roku. Kawaler Orderu Świętego Stanisława (1782). Był członkiem konfederacji Sejmu Czteroletniego.
Założył pierwszą w Polsce fabrykę kos w Sobieniach Szlacheckich.

## Twórczość

### Ważniejsze utwory
1. Mowy... na sejmie convocationis 1764 miane..., Warszawa 1764; ponadto wyd. osobno: Mowa... przy konkluzji sejmu convocationis 1764, brak miejsca i roku wydania
2. (Mowy sejmowe z lat 1788–1789), druk bez karty tytułowej zawiera 32 mowy; także powiększony o mowy z roku 1790, zbiór 41 mów, druk bez karty tytułowej; następujące miały ponadto wyd. osobne z: 12, 13, 27 stycznia; 9 lutego; 9, 12, 13, 16, 24, 28 marca; 6, 29, 30 kwietnia; 4, 12 maja; 21 lipca; 24 września; 9 października; 15 grudnia 1789; 21, 22 lipca; 3 sierpnia 1790; Mowa... o przerwaniu głosu brak daty; Mowa... za projektami podatków brak daty
3. Zgoda i niezgoda z autorem „Uwag nad życiem Jana Zamoyskiego”, Zbiór pism, do których były powodem „Uwagi nad życiem Jana Zamoyskiego”, Warszawa 1788; fragmenty przedr. B. Suchodolski: Idee społeczne doby stanisławowskiej, Warszawa 1948, s. 116-118, 152-154
4. Projekt przez... podany: Dochód starostw tymczasowy, brak miejsca wydania (1789)
5. „Projekt sejmowy z autora Zgoda i niezgoda wynikający”, brak miejsca wydania 1789 (wyd. anonimowe; autorstwo wskazane w przypisie jednej z części poz. 12)
6. Respons na list plebana pod płaszczykiem kanonika, brak miejsca wydania 1789 (odpowiedź W. Skarszewskiemu na pismo: List plebana do korespondenta warszawskiego, brak miejsca wydania 1788; ciąg dalszy polemiki: Odpowiedź plebana na nowe zarzuty przeciwko duchowieństwu polskiemu, brak miejsca wydania 1789)
7. List do przyjaciela w okolicznościach miast tyczących się, z Warszawy pisany, Warszawa (1790); wyd. następne: wyd. 2: ... „z dodatkami”, Warszawa (1790); Materiały do dziejów Sejmu Czteroletniego, t. 2, Wrocław 1959 (przedruk z wyd. 2); wydania XVIII-wieczne, anonimowe, nieodnotowane u Estreichera pod Jezierskim
8. Odkrycie przekupstw (projekt do prawa), brak miejsca wydania 1790
9. „Projekt banku narodowego”, Pamiętnik Historyczno-Polityczny 1790, t. 2 i osobno, brak miejsca wydania 1790
10. Objaśnienie projektu do banku, brak miejsca wydania 1790
11. Prośba do Najjaśniejszych Stanów (oraz) Projekt... do powtórnego zalecenia, brak miejsca wydania (1790)
12. Wszyscy błądzą. Rozmowa pana z rolnikiem, obaj z błędu wychodzą, Warszawa 1790, cz. 2: Wszyscy błądzą. Rozmowa druga pana z rolnikiem, Warszawa 1790; przedr.: Materiały do dziejów Sejmu Czteroletniego, t. 1, Wrocław 1955
13. Zdanie swoje o panowaniu dożywotnim i sukcesjonalnym rozwadze publiczności oddaje, a o sąd z doświadczenia, nie argumentów prosi, Warszawa 1790
14. Jak życzy, tak pisze. Skarb, wojsko, pierwsze uszczęśliwienie, reszta nie zginie, Warszawa 1791
15. Kopia listu do Angielczyka, pisanego w Warszawie, Warszawa (1791)
16. Kurlandia bez pana, miasta bez prawa. Krótko niewiadomym o rewolucji Księstwa Kurlandzkiego Polsko-Moskiewskiego podana wiadomość, Warszawa (1791); przedr.: Miasta bez prawa, Materiały do dziejów Sejmu Czteroletniego, t. 4, Wrocław 1961
17. Objazd rzek z relacji W. Komara Starosty Szołomeckiego do druku podanej skrócony, a przez... dodatkami i uwagami powiększony..., brak miejsca wydania (1791)
18. Projekt w deputacji konstytucyjnej, za zniesieniem się z Komisją Skarbową roztrząsany i zgodnie ułożony, brak miejsca wydania (1791)
19. Rada... na sejmie, Warszawa (1791)
20. Stempel kortowy fabryk krajowych... zniżyć radzi (projekt do prawa), brak miejsca wydania (1791)
21. Obrona kraju generalna (projekt do prawa), brak miejsca wydania (1792)
22. Votowanie... podczas turnum dnia 27 stycznia 1792, Warszawa brak roku wydania
23. Votum... za Komisją Wojskową, Warszawa brak roku wydania
24. Taksa próżniaków do uwagi klubu warszawskiego i teraźniejszej policji, druk nieznany (złożony 3 maja 1792 na sesji Zgromadzenia Przyjaciół Konstytucji), w rękopisie Archiwum Głównego Akt Dawnych (Zbiory Branickich z Suchej, sygn. 18/1000) – znajdują się: Wiersze WP. Jezierskiego skarbnika ziemi łukowskiej na Sejm Convocationis... 1765 wydane.

### Przekłady
1. W. Robertson: Historia odkrycia Ameryki przez Kolomba, wynalezienia i podbicia Meksyku przez Korteza, podbicia Peru przez Pizarra, napisana w francuskim języku(!) przez Robertsona, a na polski przełożona i skrócona przez..., Warszawa 1789 (w tytule pomyłka tłumacza; Robertson napisał Historię... po angielsku, przetłumaczona na francuski w roku 1778 przez J.B. A. Suarda i A. Moreletta).

### Prace edytorskie
1. Traktaty polskie z sąsiednimi mocarstwami zawarte od r. 1618, jak najkródziej być mogło, w samych istotniejszych punktach zebrane, z konstytucji wyjęte. Z przydatkiem niektórych innych autorów, dla sejmujących wypisane i do druku r. 1789... podane, Warszawa (1789).

### Pisma mylnie przypisywane Jezierskiemu
1. Bezstronne zastanowienie się nad projektowaną ustawą następstwa tronu w Polszcze. Przez pewnego szlachcica ziemi łukowskiej, Warszawa 1790 (druk anonimowy; przypisany Jezierskiemu przez M. Szyjkowskiego na podstawie mylnie odczytanej notki Estreichera; pomyłkę prostuje K. Zienkowska)
2. List odpowiedni pisany do przyjaciela: Względem ustawy rządowej na d. 3 maja 1791 uchwalonej. Przez J.K. S. szlachcica ziemi łukowskiej, Warszawa 1792
3. Czytałem. A ja wcale trzymam lepiej o królu. A ja wcale. To jest, tak, po prostu, jak widzę, słyszę i pojmuję, ziemianin, brak miejsca wydania 1792 (druk anonimowy; przypisanie Estreichera kwestionuje K. Zienkowska).

### Materiały
1. Upewnienie emphiteusis ur. Jezierskiemu, brak miejsca wydania (1774)
2. Pozwolenie rozrządzenia fortuną dla W. Jezierskiego kasztelana łukowskiego, brak miejsca i roku wydania.

## Opracowania monograficzne
1. K. Zienkowska: J. Jezierski, kasztelan łukowski (1722-1805). Z dziejów szlachty polskiej XVIII w., Warszawa 1963.